# Kukagami
Kukagami, jezero u kanadskoj provinciji Ontario nedaleko od Sudburyja. Nalazi se na nadmorskoj vidsini od 274 metra (899 stopa). Površina mu iznosi oko 19.8 četvornih kilometara a postoji i znatan broj otoka i otočića. Jezero ima i 130.9 kilometara obale.
U jezeru je popisano 10 vrsta riba: Ameiurus nebulosus, Lota lota, Salvelinus namaycush, Coregonus clupeaformis, Margariscus margarita, Ambloplites rupestris,  Micropterus dolomieu, Sander vitreus, Catostomus commersonii i Perca flavescens.
Izletište za obližnje stanovništvo (kajak, kanu, jedrenje, ribolov, ribolov na ledu, hodanje na krpljama).